# Exile on Main St. (Supernatural)
"Exile on Main St." é o primeiro episódio da sexta temporada da série de televisão Supernatural e 105º no geral. O episódio foi escrito pela nova showrunner Sera Gamble e dirigido pelo produtor-executivo Phil Sgriccia. A primeira transmissão foi no dia 24 de setembro de 2010 na The CW em seu novo horário, nas noites de sexta.

## Enredo
Um ano depois de Sam (Jared Padalecki), entrar na jaula do Lúcifer, Dean foi viver uma vida normal com Lisa e Ben, e parou caçar demônios. Ele sai com seu vizinho, Sid (Russell Porter), mas se recusa a falar sobre o seu passado como um caçador. Ele começa a perceber acontecimentos estranhos em sua vizinhança, escutando gritos e vendo marcas de garras nas portas. Ele é confrontado por uma alucinação de Azazel (Fredric Lehne) até que Sam aparece e o deixa sedado.
Tendo recuperado a consciência, Sam revela que misteriosamente foi libertado da jaula do  Lúcifer. Durante todo esse tempo, ele caçava junto com seu ressuscitado avô, Samuel Campbell (Mitch Pileggi) e seus primos, Gwen (Jessica Heafey), Christian (Corin Nemec) e Mark (David Paetkau). Eles foram caçar um Djinn que quer vingança depois que matou um deles. O Djinn mata outro membro dos Campbell que foi enviado para ver Ben e Lisa. Pressentindo o perigo, Dean leva eles para a casa de Bobby (Jim Beaver), até que tudo esteja seguro, que também já sabia que Sam estava ressuscitado a um ano atrás.
Eles vêem o Djinn causando caos e tentam capturá-lo. Dean é atacado e fica alucinando a morte de Ben e Lisa assim como aconteceu com Mary. Sam resgata Dean e mata os outros Djinns. Quando eles saem, Samuel e outros Campbells capturam uma Djinn. Sam tenta convencer Dean a voltar para a caça, mas ele se recusa.

## Recepção

### Telespectadores
O episódio foi assistido por 2.90 milhões de telespectadores um compartilhamento de 1.3/5 entre adultos de 18 a 49 anos. Ele teve um aumento de 2% na audiência em relação ao episódio final da quinta temporada, com uma audiência de  2.84 milhões de telespectadores mas uma queda de 15% em relação ao primeiro episódio da quinta temporada, com 3.40 milhões de telespectadores. Isso significa que 1,3% de todos os domicílios com televisores assistiram o episódio Supernatural se classificou como o segundo programa mais assistido na The CW por dia, atrás apenas de Smallville.

### Críticas
| Críticas profissionais | Críticas profissionais |
| Avaliações da crítica  | Avaliações da crítica  |
| Fonte                  | Avaliação              |
| ---------------------- | ---------------------- |
| IGN                    | 8.0                    |
| The A.V. Club          | B+                     |
| TV Fanatic             | [ 6 ]                  |
| TV Overmind            | B+                     |

"Exile on Main St." recebeu críticas positivas. Diana Steenbergen da IGN deu ao episódio um "grande" 8.0 de 10 e escreveu, "Supernatural está de volta e pronto para enfrentar uma nova safra de coisas que vão colidir com a noite. Muita coisa mudou para os irmãos Winchester, e depois do criador Eric Kripke ter desistido de ser o showrunner, entregando como rédeas para a escritora e produtora de longa data, Sera Gamble. Além disso, a tarefa da sexta temporada que Sobrenatural enfrenta não é fácil. Os enredos dos últimos anos, tem sido capaz de construir sobre a temporada anterior, o aumento da mitologia para o apocalipse da 5ª temporada. Depois de um apocalipse, é compreensivelmente necessário para levar como coisas para baixo, e esta temporada encontra nossos heróis de volta para a mais fundamental tarefa de caçar monstros, sendo a primeira uma Djinn." 
Zack Handlen do A.V. Club deu ao episódio um "B+" e escreveu: "A última temporada não foi o fim, porém, feliz para dizer. Era o fim para o criador Eric Kripke, que partiu depois de contar a história que ele queria contar, mas Supernatural foi renovada novamente (provavelmente pela última vez), e isso significava que os escritores tinham de encontrar uma forma para fazer Sam voltar, e reunir os Winchesters. Veja, isso é outra coisa que sabemos: o que pode ter acontecido, esta série é sobre a luta de dois irmãos contra demônios, e se você não tiver ambos a bordo, você não tem um show. Não importa se Sam deu sua alma para salvar o mundo, e não importa que Dean encontrou o amor verdadeiro e o filho que ele sempre quis. Temos visto este tipo de coisa antes, e sabemos que, mais cedo ou mais tarde, como luzes piscam, e é quando a gritaria começa. A questão não era 'se.' A pergunta era: 'como' e 'quando'. O episódio de estreia da temporada tinha encontrar uma forma para reunir todo mundo" 
Clarissa do TV Overmind deu ao episódio um "B+" e escreveu: "no Geral, este foi um bom início de uma nova temporada e, como Tamara disse, espero que seja otimista. A maioria dos meus medos foi descansada e quero saber por que os monstros estão agindo de forma diferente (o caos no inferno, porque o mundo está fora de equilíbrio após a falha do apocalipse?) e, especialmente, o que Mitch Pileggi está fazendo." 
Sean McKenna da TV Fanatic fez uma de 3,5 estrelas em 5, afirmando: "O episódio ficou estritamente na transformação de Dean ao longo de um ano e foi um olhar sólido sobre isso. Com todos os tipos de criaturas que correm sobre a Terra, eu não tenho nenhuma ideia do que vem à frente para os meninos e isso me deixa animado para ver o que vai acontecer a seguir. Quando Dean vai voltar para o jogo da caça? Nós nunca vamos descobrir como Samuel Campbell e Sam Winchester, foram retirados do céu e do inferno? Há uma força maior lá fora, esperando pelos irmãos na estrada?" 

## References
1. ↑  Gorman, Bill. «Friday Finals: Supernatural Up; Dateline Down». TV by the Numbers (em inglês). Consultado em 23 de abril de 2016
2. ↑  Seidman, Robert. «Thursday Finals: Survivor, Grey's Anatomy, CSI, Mentalist, Community Adjusted Up». TV by the Numbers (em inglês). Consultado em 23 de abril de 2016
3. ↑  Kubicek, John. «'The Vampire Diaries' Makes a Killing with Viewers». BuddyTV (em inglês). Consultado em 8 de abril de 2016
4. 1 2  Steenbergen, Diana. «Supernatural: "Exile on Main St." Review». IGN (em inglês). Consultado em 23 de abril de 2016
5. 1 2  «"Exile on Main St." · Supernatural · TV Review 'Supernatural': "Exile on Main St." · TV Club · The A.V. Club». avclub.com (em inglês)
6. 1 2  McKenna, Sean. «Supernatural Season Premiere Review: "Exile on Main St."». TV Fanatic (em inglês). Consultado em 23 de abril de 2016
7. 1 2  Bishop, Hunter. «Supernatural 6.01 'Exile on Main St.' Review». TV Overmind (em inglês). Consultado em 23 de abril de 2016